# 1150. grenadirski polk (Wehrmacht)
1150. grenadirski polk (izvirno nemško 1150. Grenadier-Regiment; kratica 1150. GR) je bil pehotni polk Heera v času druge svetovne vojne.

## Zgodovina
Polk je bil ustanovljen 26. avgusta 1944 kot sestavni del 564. ljudskogrenadirske divizije; še v času oblikovanja so polk preimenovali v 330. grenadirski polk.